# Biotherm

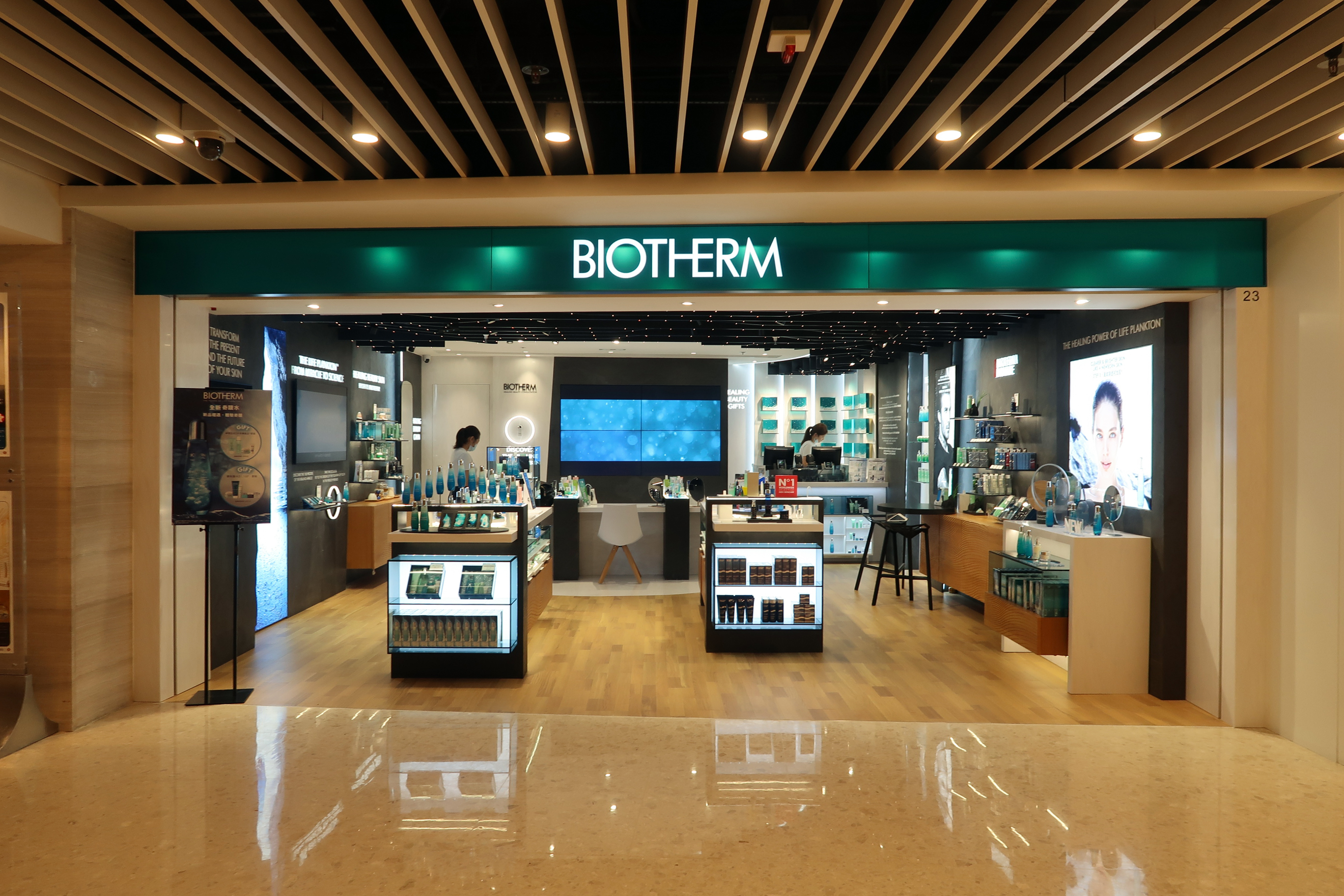
Biotherm store in Citylink Plaza, Hong Kong

Biotherm é uma cadeia francesa de produtos de cuidados para a pele, propriedade da L'Oréal, na divisão de produtos de luxo. A Biotherm foi adquirida pela L'Oréal em 1970.
O princiapl ingrediente da Biotherm vem da água mineral. No início do século XX, o médico francês Jos Jullien descobriu águas termais debaixo das montanhas dos Pirenéus, no sul de França, que continham plâncton termal, supostamente a chave para uma pele saudável e um potente rejuvenescedor.
Em 1952, os direitos de propriedade intelectual foram adquiridos e ele utilizou-os para produzir produtos de cuidade de pele. Assim, therm em Biotherm vem de plânton termal, um ingrediente que se encontra em todos os produtos da marca. Bio vem da profissão do fundador, biólogo.

## História

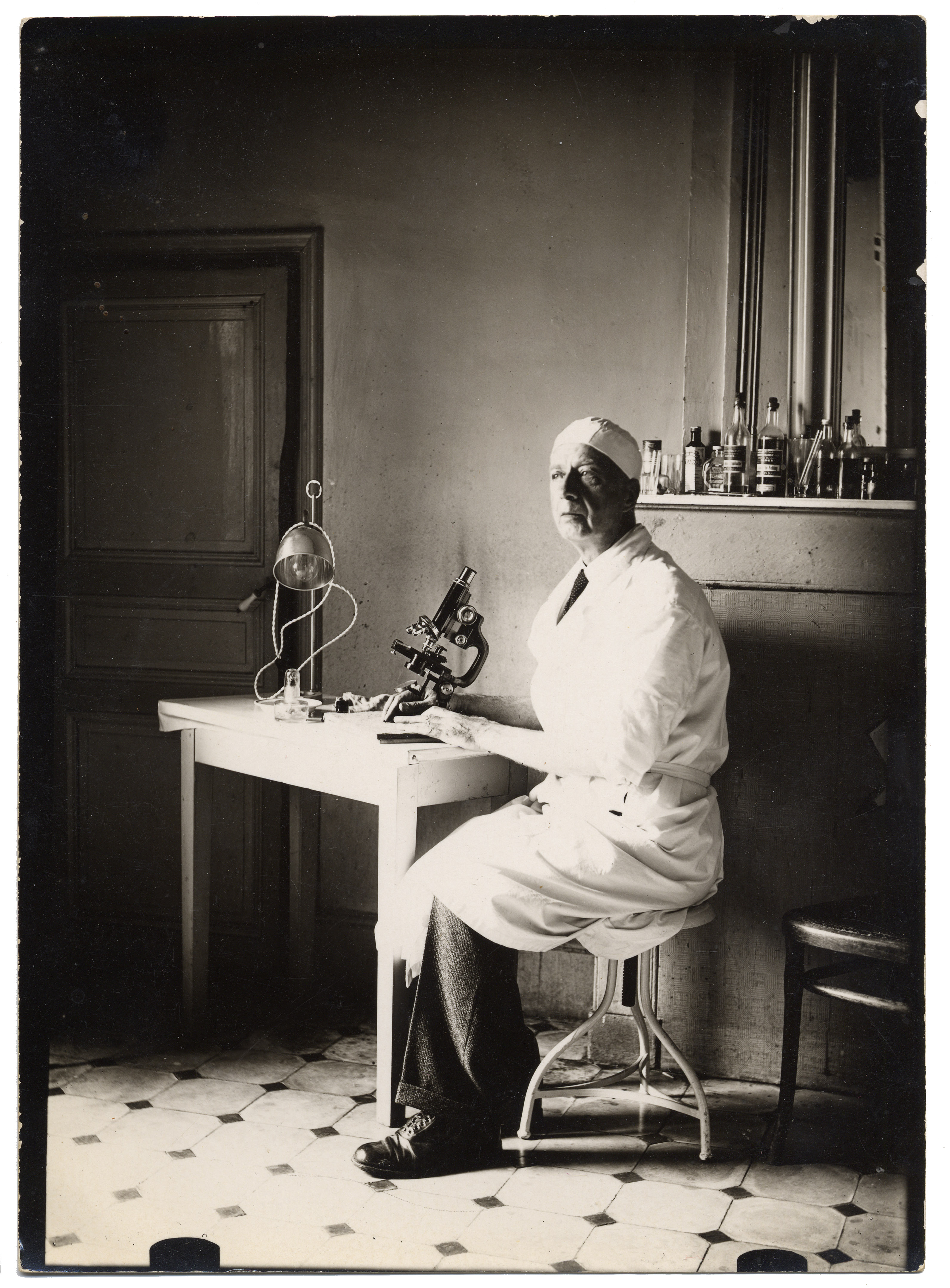
Jos Jullien no seu laboratório, 1940.

Nos anos 1940-50, o Dr. Jos Jullien, nascido em Joyeuse em Ardeche (França), notou a presença de uma substância particular na superfície das águas termais de Molitg-les-Bains. Esta substância é composta por plâncton termal. Com Jeanine Marissal, trabalhou no potencial desta substância, que poderia ser integrado na criação de uma fórmula cosmética. A Biotherm nasceu deste trabalho, em 1952, sob a liderança de Adrien Barthélémy, proprietário das nascentes de Molitg-les-Bains. Em 1952, a Biotherm lançou 3 produtos: La Crème Triple-Usage, Biotherm Cure e Biomains. Biomains, um creme hidratante para as mãos, que ainda hoje está no mercado. Em 1955, 3 anos após a criação da Biotherm, o The New York Times notou esta nova marca francesa: “O plâncton é usado como auxiliar de beleza”.
Durante a década de 1960, a marca desenvolveu diversos produtos de cuidado de pele direcionadas para atender necessidades específicas, incluindo o seu primeiro protetor solar e o seu primeiro "creme de emagrecimento". Em 1986, a Biotherm lança no mercado o Bio-Buste Suractive, o primeiro "creme reafirmante para os seios".
Após a aquisição da Biotherm pela L'Oréal em 1970, a capitã francesa Florence Arthaud iniciou em 1982 a corrida Route du Rhum com o seu trimarã BIOTHERM II, desenhado por Xavier Joubert.
Em 2006, pesquisadores da Universidade de Stanford apoiaram o uso de plâncton termal puro nas fórmulas da Biotherm.
Em 2012, a Biotherm criou o Biotherm Water Lover, um programa de beneficência para proteger a água do mundo, em associação com a organização Mission Blue de Sylvia Earle .